# Янг, Фэрон
Фэ́рон Янг (англ. Faron Young, 25 февраля 1932 — 10 декабря 1996) — американский певец в стиле кантри.
В 2000 году Фэрон Янг был включён в Зал славы кантри.
Журнал «Rolling Stone» поместил его песню «Hello Walls» на 7 место своего списка «40 самых грустных песен в стиле кантри всех времён».

## Дискография
- См. «Faron Young § Discography» в английском разделе.

## Фильмография
- См. «Faron Young § Movie roles» в английском разделе.